# Philodromus longipalpis
Philodromus longipalpis là một loài nhện trong họ Philodromidae.
Loài này thuộc chi Philodromus. Philodromus longipalpis được Eugène Simon miêu tả năm 1870.